# Румуни у Чернівецькій області
Румуни у Чернівецькій області — румунська етнічна меншина, яка проживає на території Чернівецької області. Загальна чисельність діаспори (згідно з даними перепису) становить 114 555 осіб, більшість яких проживає у Герцаївському, Глибоцькому та Сторожинецькому районах області.

## Історія

Пам'ятник Міхаю Емінеску у Чернівцях

Румуни почали оселятися на території Буковини в XIII столітті, переселяючись сюди із Західної Валахії і Південної Трансільванії.

## Розселення
Місцем компактного проживання румунів є Герцаївський (91,5% населення), Глибоцький (45,3%), Сторожинецький (36,8%), Новоселицький (6,8%) райони та м. Чернівці (4,5%).
Динаміка чисельності румунів на території області:
- 1970 — 84 878 (10,0%)
- 1989 — 100 317 (10,7%)
- 2001 — 114 555 (12,5%)

## Мова

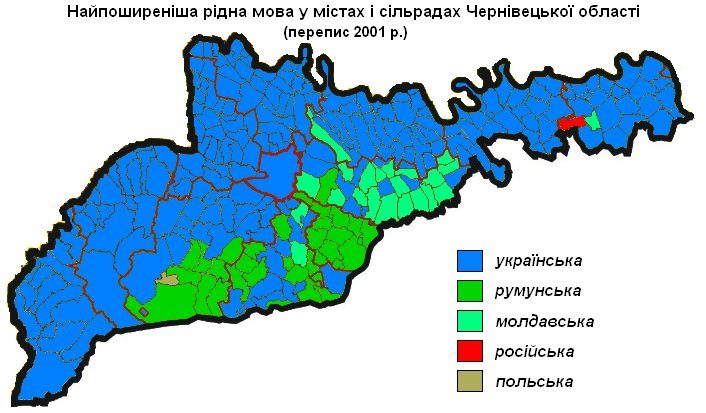
Найпоширеніша рідна мова у містах і сільрадах Чернівецької області за переписом 2001 р.

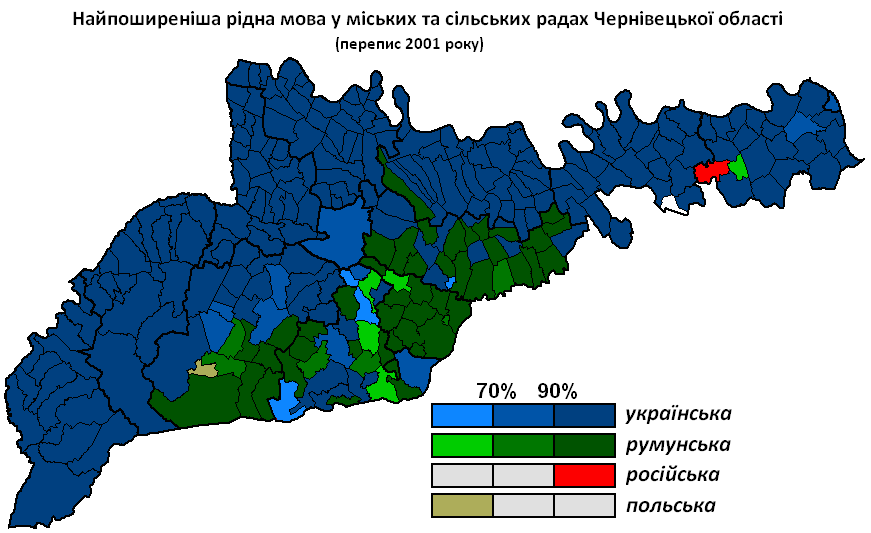
Найпоширеніша рідна мова у містах і сільрадах Чернівецької області за переписом 2001 р.

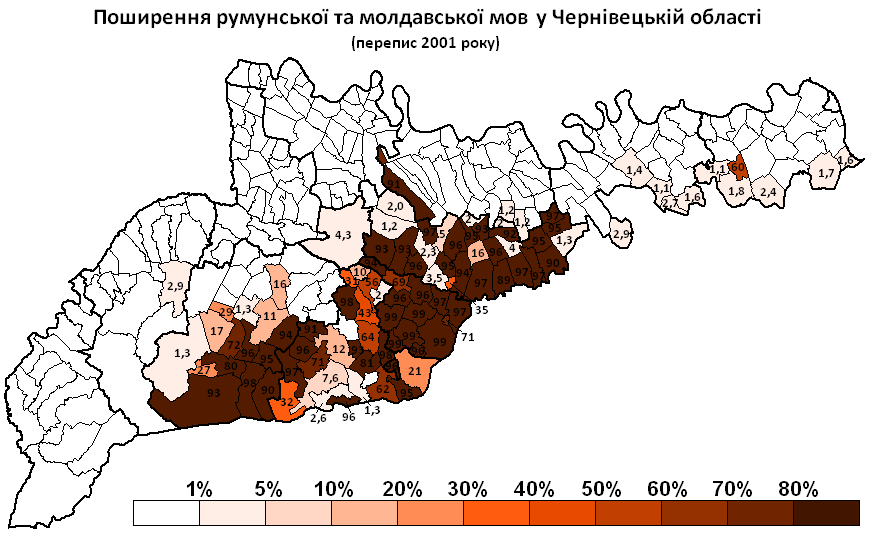
Частка населення, що назвало рідною румунську та молдовську мови у міських, селищних та сільських радах Чернівецької обл. за переписом 2001 р.

Рідна мова румунів Чернівецької області за даними переписів населення:
|                 | 1970  | 1970 | 1989  | 1989 | 2001   | 2001 |
| --------------- | ----- | ---- | ----- | ---- | ------ | ---- |
| Румунська мова  | 47943 | 56,5 | 53211 | 53,0 | 105296 | 91,9 |
| Українська мова | 9288  | 10,9 | 11738 | 11,7 | 7794   | 6,8  |
| Російська мова  | 1130  | 1,3  | 2956  | 2,9  | 977    | 0,9  |
| Молдовська мова | 26500 | 31,2 | 32395 | 32,3 | 450    | 0,4  |

Населені пункти Чернівецької області, у яких румунську мову назвали рідною більшість населення
| Населений пункт    | Район                | % румунськомовних |
| с. Підвальне       | Герцаївський район   | 99,3              |
| с. Петрашівка      | Герцаївський район   | 98,9              |
| с. Велика Буда     | Герцаївський район   | 98,7              |
| с. Мала Буда       | Герцаївський район   | 98,6              |
| с. Тернавка        | Герцаївський район   | 98,4              |
| с. Хряцька         | Герцаївський район   | 98,3              |
| с. Байраки         | Герцаївський район   | 98,1              |
| с. Круп'янське     | Герцаївський район   | 98,1              |
| с. Станівці        | Глибоцький район     | 98,1              |
| с. Великосілля     | Герцаївський район   | 98,0              |
| с. Глибочок        | Сторожинецький район | 97,8              |
| с. Волока          | Глибоцький район     | 97,5              |
| с. Дяківці         | Герцаївський район   | 97,5              |
| с. Їжівці          | Сторожинецький район | 97,3              |
| с. Купка           | Глибоцький район     | 96,9              |
| с. Поляна          | Глибоцький район     | 96,6              |
| с. Молниця         | Герцаївський район   | 96,5              |
| с. Годинівка       | Герцаївський район   | 96,4              |
| с. Грушівка        | Глибоцький район     | 96,4              |
| с. Багринівка      | Глибоцький район     | 96,3              |
| с. Буківка         | Герцаївський район   | 96,1              |
| с. Йорданешти      | Глибоцький район     | 95,8              |
| с. Буденець        | Сторожинецький район | 95,7              |
| с. Нижні Петрівці  | Сторожинецький район | 95,7              |
| с. Нижні Синівці   | Глибоцький район     | 95,5              |
| с. Горбова         | Герцаївський район   | 95,3              |
| с. Куликівка       | Герцаївський район   | 95,2              |
| с. Верхні Петрівці | Сторожинецький район | 94,7              |
| с. Опришени        | Глибоцький район     | 94,3              |
| с. Луковиця        | Герцаївський район   | 94,6              |
| с. Верхні Синівці  | Глибоцький район     | 94,2              |
| с. Ропча           | Сторожинецький район | 94,0              |
| с. Могилівка       | Герцаївський район   | 93,3              |
| с. Остриця         | Герцаївський район   | 93,2              |
| смт Красноїльськ   | Сторожинецький район | 92,3              |
| с. Просіка         | Глибоцький район     | 92,2              |
| с. Банчени         | Герцаївський район   | 92,1              |
| с. Димка           | Глибоцький район     | 91,8              |
| с. Лунка           | Герцаївський район   | 91,8              |
| с. Карапчів        | Глибоцький район     | 91,0              |
| с. Сучевени        | Глибоцький район     | 87,6              |
| с. Маморниця Вама  | Герцаївський район   | 82,1              |
| с. Чудей           | Сторожинецький район | 82,1              |
| с. Тереблече       | Глибоцький район     | 80,7              |
| с. Череш           | Сторожинецький район | 71,3              |
| с. Аршиця          | Сторожинецький район | 69,5              |
| м. Герца           | Герцаївський район   | 68,1              |
| с. Цурень          | Герцаївський район   | 66,6              |
| с. Бояни           | Новоселицький район  | 63,5              |
| с. Остриця         | Новоселицький район  | 60,1              |
| с. Просикуряни     | Глибоцький район     | 56,1              |
|                    |                      |                   |

## Культура

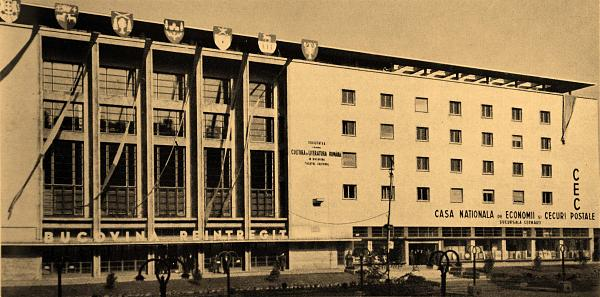
Румунський Народний Дім у Чернівцях

Румуни традиційно проводять у Чернівцях національні свята «Мерцішор», «Лімба ноастре чя ромине» та «Флоріле далбе».
В Чернівецькій області діють румунські національно-мистецькі колективи, найвідоміші серед них танцювальні ансамблі «Мерцішор» та «Ізвораш», оркестри румунської музики «Муґурел» та «Плай». Хор «Драгош Воде», який діє при Товаристві румунської культури ім. М. Емінеску, носить почесне звання народного аматорського хорового колективу. У Чернівцях виходять румунською мовою 12 обласних газет серед них найтиражніша — «Zorile Bucovinei» та 3 районні двомовні українсько-румунські газети.

## Освіта

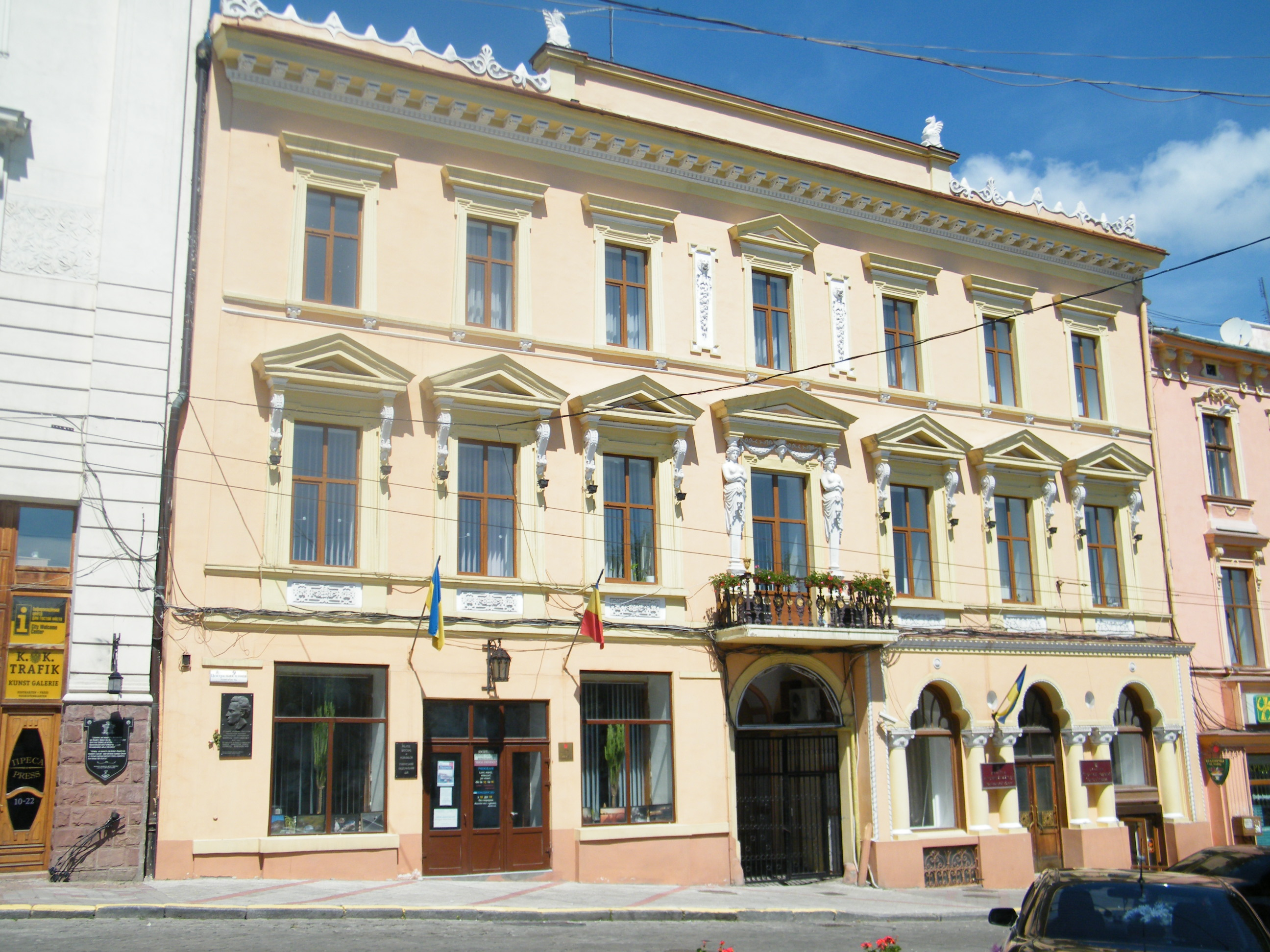
Румунський Національний Дім у Чернівцях

В області функціонують 47 дошкільних навчальних закладів з румунською мовою навчання і виховання, у 2009–2010 навчальному роках діяло 76 румуномовних шкіл та 13 змішаних, з українською і румунською мовами навчання. Кількість учнів, які навчаються румунською мовою становила 18880 осіб. У Чернівецькому національному університеті ім. Юрія Федьковича на філологічному факультеті є кафедра класичної та румунської філології, також румунська мова викладається у Педагогічному училищі Чернівецького національного університету ім. Ю. Федьковича та інших навчальних закладах.

## Громадські організації
Діють румунські національно-культурні товариства:
- Всеукраїнська науково-педагогічна Асоціація «Арон Пумнул»,
- Товариство румунської культури ім. М. Емінеску,
- Товариство «Голгофа» румунського населення — жертв сталінських репресій,
- культурно-спортивний клуб «Драгош-Воде»,
- медичне товариство «Ісідор Бодя»,
- Ліга румунської молоді «Жунімя»,
- Чернівецький обласний благодійний фонд культури «Дім румунської мови»,
- «Ліга захисту прав людини»,
- Румунська спільнота України,
- Конгрес румунів України та інші.